# Церковь Святой Марии (Целле)
Городская церковь Святой Марии (нем. Stadtkirche St. Marien) — лютеранская церковь города Целле.
Строительство городской церкви в Целле началось предположительно в 1292 году, и в течение столетий она подвергалась многочисленным перестройкам. Интерьер церкви был полностью обновлён в 1834—1835 годах. Старинный орган был реставрирован в 1997—1999 годах. В церкви размещается княжеская усыпальница дома Вельфов.